# Premio Nacional de Teatro Calderón de la Barca
El Premio Nacional de Teatro Calderón de la Barca es un galardón otorgado por el Ministerio de Educación, Cultura y Deporte del Gobierno de España, a través del INAEM para el reconocimiento de los trabajos de los [Dramaturgo| y poeta filósofo [dramaturgos] noveles.

## Origen y objetivos
Inicialmente se llamó Premio Nacional de Teatro para Autores Noveles "Calderón de La Barca" y se creó por Orden del Ministerio de Educación Nacional de 16 de marzo de 1950. Destinado a “autores que acrediten no haber estrenado ninguna obra de teatro por compañía profesional”. En 1953 se acordó que la pieza que recibiera el premio se estrenaría en el Teatro María Guerrero de Madrid. El premio dejó de entregarse en 1964, coincidiendo con el establecimiento del Premio Nacional de Literatura “Calderón de la Barca” para obras de teatro estrenadas en España. Volvió a otorgarse desde 1981, cuando lo reguló la Orden del Ministerio de Cultura de 25 de mayo de 1981.
Considerado como uno de los premios más importantes en el ámbito de la literatura dramática, tiene como objeto reconocer y premiar el trabajo de los dramaturgos noveles. En su palmarés destacan nombres como el del Premio Nacional de Teatro 2007 Juan Mayorga o los de los Premio Nacional de Literatura Dramática como Paco Bezerra (2009), Lluïsa Cunillé (2010) y José Ramón Fernández Domínguez (2011).

## Galardonados
- 2024: Irene Herráez, por Todas las vidas.[2]
- 2023: Oriol Puig Grau, por Massa brillant.[3]
- 2022: Gabriel Fuentes Cáceres, por Las pequeñas alegrías.[4]
- 2021: Julio Béjar, por Empieza por F.[5]
- 2020: Yaiza Berrocal, por La cadena del frío.[6]
- 2019: Eva Mir Piqueras, por Héroes en diciembre.[7]
- 2018: Paco Gámez, por Inquilino (Numancia 9, 2ºA).[8]
- 2017: Daniel Remón, por El diablo[9]
- 2016: La convocatoria fue anulada[10]
- 2015: Almudena Ramírez Pantanella, por Los amos del mundo.
- 2014: Javier Vicedo, por Summer evening.
- 2013: Carlos Contreras Elvira, por Rukeli.
- 2012: Carolina África Martín Pajares, por Verano en diciembre.
- 2011: Mar Gómez Glez, por Cifras.
- 2010: Zo Brinviyer, por El deseo de ser infierno.
- 2009: Blanca Domenech Casares, por Vagamundos.
- 2008: Emiliano Pastor Steinmeyer, por Que no quede ni un solo adolescente en pie.
- 2007: Francisco Jesús Becerra Rodríguez (Paco Bezerra), por Dentro de la tierra.[11]
- 2006: Víctor Javier Iriarte Ruiz, por La chica junto al flexo.
- 2005: Antonio Rojano, por Sueños de arena.
- 2004: Inmaculada Alvear Valero de Bernabé, por El sonido de tu boca.
- 2003: David Abia, por Lo más humano posible.
- 2002: David Martínez Vallejo, por El Infierno que cruzas es tu Cielo.
- 2001: Fernando Travesi Sanz, por Ilusiones rotas.
- 2000: Pedro Manuel Víllora, por Bésame macho.
- 1999: Alberto de Casso Basterrechea, por Los viernes del Hotel Luna Caribe.
- 1998: Antonio Cremades Cascales, por Topos.
- 1997: Borja Ortiz de Gondra, por Mane, Thecel, Phares.
- 1996: María Yolanda Pallín Herrero, por Los motivos de Anselmo Fuentes.
- 1995: Luis Miguel González Cruz, por Agonía.
- 1994: Raúl Hernández Garrido, por Los malditos.
- 1993: José Ramón Fernández Domínguez, por Para quemar la memoria.
- 1992: [Ex Aequo] Juan Mayorga, por Más ceniza e Ildefonso García-Moreno Rodríguez, por Besanas de sal.
- 1991: Lluisa Cunillé, por Rodeo.
- 1990: David Barbero, por Esta no es la vida de la madre de Marilyn.
- 1989: [Ex Aequo] Elena Cánovas Vacas, por Mal Bajío y Antonio Velasco Sánchez por La tienda.
- 1988: [Ex Aequo] Ángel Navas Mormeneo, por Agon y Eduardo Galán Font y Javier García Martín por La sombra del poder.
- 1987: Desierto.
- 1986: Andrés Ruiz López, por Ocaña, el fuego infinito.
- 1985: Desierto.
- 1984: María Manuela Reina, por La libertad esclava.
- 1965: Claudio de la Torre, por El Cerco.
- 1964: Miguel Mihura, por Ninette y un señor de Murcia.
- 1963: Antonio Gala, por Los verdes campos del edén.
- 1961: Gerardo Diego - El cerezo y la palmera
- 1960: Ricardo López Aranda - Cerca de las estrellas
- 1959: Joaquín Marrodán - Miedo al hombre
- 1958: Marcial Suárez - El miércoles y Jojo [Ex Aequo]
- 1957: Santiago Moncada - Tránsito de madrugada
- 1956: [Ex Aequo] Marcial Suárez -Estanislao y Santiago Moncada - Paulina y los pingüinos
- 1955: [Ex Aequo] Marcial Suárez - Los sueños también despiertan y Leocadio Machado - Relato descarnado
- 1954: Juan Antonio de Laiglesia - La rueda
- 1953: [Ex Aequo] Jaime de Armiñán - Eva sin manzana, Manuel Ruiz-Castillo - Un diablo que se llama Leopoldo y Remedios Orad - ¡Qué salvajes!
- 1952: [Ex Aequo] Luis Delgado Benavente - Humo y Manuel Cerezales González - Magín, siervo de Dios
- 1951: [Ex Aequo] Luis Delgado Benavente - Días nuestros, Isabel Suárez de Deza - Noche de San Miguel y Pablo Martín Zaro - El mal que no quiero
- 1950: [Ex Aequo] Fernando Vizcaíno Casas - El baile de los muñecos, Mario Albar - Hombres ... y hombres, José Luis Sampedro - La paloma de cartón, Ángel Zúñiga - El demonio tiene ángel y Leocadio Machado - Santa Ana, estación

Fuente: